# SFC Stern 1900
Der SFC Stern 1900 (vollständiger Name: Steglitzer Fußball-Club Stern 1900 e. V.) ist ein Fußballverein aus dem Berliner Ortsteil Steglitz. Die erste Frauenmannschaft spielte bis zur Saison 2022/2023 in der Regionalliga Nordost und qualifizierte sich einmal für den DFB-Pokal. Die erste Männermannschaft tritt in der sechsklassigen Berlin-Liga an.

## Geschichte
Der Verein wurde am 30. September 1900 aus Sportlern des Steglitzer Leichtathletikklub SC Victoria 1897, die keine Fußballabteilung in diesem Verein etablierten konnten, im Restaurant Worreschke an der Schloßstraße mit sieben Mitgliedern gegründet. Erste Spiele, allesamt vereinsinterne Übungsspiele, fanden auf dem Stubenrauchplatz, heute Jochemplatz genannt, statt. Vereinssymbol ist ein nach oben gerichteter fünfzackiger Stern. Im Oktober 1900 kam es zum ersten, so genannten „Gesellschaftsspiel“, einem vertraglich organisierten Spiel gegen Neu-Hellas, das 2:7 verloren ging. Stern 1900 wollte sich für einen geregelten Spielbetrieb zuerst nicht dem etablierten VBB anschließen. Daher folgte der Anschluss an den sich eigentlich schon auflösenden Deutschen Fußball- und Cricket-Bund Berlin und 1904 der Beitritt zum Berliner Fußball- und Athletik-Bund. Durch dessen Auflösung 1905 musste doch der Weg zum VBB gefunden werden. 1905 noch abgelehnt, folgte 1906 die Aufnahme in den Verband. Zumeist nahm Stern an der zweithöchsten Klasse des Verbands teil, erst kurz vor Kriegsbeginn glückte der Aufstieg in die 1. Klasse.
Bis Oktober 1910 war die Mitgliederzahl auf 80 angewachsen. Der Verein bestand größtenteils aus jungen Mitgliedern, wodurch die Vereinsstruktur und Verantwortlichkeiten über die Jahre häufig wechselten. Im Frühjahr 1913 wurde aufgrund des Nichtantretens die seit 1902 bestehende 2. Mannschaft und die seit 1910 bestehende 3. Mannschaft gestrichen. Ab 1912 stand das neue, abgeschlossene Gemeindesportstadion an der Lessingstraße dem Verein zur Verfügung, wodurch die Ligaspiele professioneller abgewickelt werden konnten. 1914 zählte der Verein bereits vier Männer- und drei Jugendmannschaften. Der Ausbruch des Ersten Weltkriegs stoppte einen Aufwärtstrend und der Verein verlor eine Vielzahl seiner Mitglieder und Spieler. Alleine 16 gefallene Spieler, unter ihnen auch ein Gründungsmitglied des Vereins, listete der Verein auf, zuzüglich der Kriegsinvaliden, wie den beinamputierten ehemaligen Stammtorhüter der Mannschaft, Georg Schön. Während des Ersten Weltkriegs war der Spielbetrieb nur formal bis 1917 aufrechterhalten worden, woraufhin die Angliederung an den Nachbarverein Hubertus das sportliche Aus bedeutete.
Bereits im November 1918 folgte die Wiederaufnahme der Vereinsaktivitäten mit Vorstandswahlen am 25. Januar 1919. Die Einweihung des eigenen Sportplatzes an der Schildhornstraße geschah im Sommer 1919, der aber 1925 für Wohnungsbaumaßnahmen wieder geräumt werden musste und bis 1937 im abseits gelegenen Lichterfelde Ost ein Ausweichplatz gefunden wurde. Der Aufstieg und die Etablierung in der Kreisliga bis 1933; bis auf die Saison 1928/29 in der 1. Klasse; folgte. 1922 verfügte Stern wieder über 312 Mitglieder und stellte 1933 sechs Männer-, drei Jugend- und drei Schülermannschaften. Im September 1933 folgte die Übernahme des in Lichterfelde benachbarten Vereins SV Cherusker 1910. Bis zum Abstieg in die 1. Kreisklasse im Mai 1937 konnte die Teilnahme in der Bezirksklasse gesichert werden. Was folgte, war durch die Kriegsvorbereitung und den Kriegsbeginn ein erheblicher Spielerverlust, sodass im Spätherbst 1943 keine Männermannschaft mehr aufgestellt werden konnte.
Nach dem Ende des Zweiten Weltkrieges wurde der Verein kurzzeitig aufgelöst. Die Mitglieder schlossen sich der lokalen Sportgruppe SG Steglitz an, aus der später der heutige Steglitzer SC Südwest wurde. Bereits 1946 spaltete sich eine Fußballmannschaft von der SG Steglitz unter dem Namen SG Steglitz-West ab, die 1949 den Namen SFC Stern 1900 annahm. Bis 1950 spielte der Verein in der untersten Stufe des damaligen Spielsystems. Es folgte die Zuordnung zur 2. Klasse; der vierten von fünf Ligen. 1952 folgte der Abstieg in die 3. Klasse und 1960 der Wiederaufstieg in die 2. Klasse. Von 1961 bis 1990 spielte die erste Mannschaft hauptsächlich in der B-Klasse.
1963 wurde Eberhard Bernatzki Vereinsvorsitzender, 1989 folgte Bernd Fiedler. Nach der Wiedervereinigung stieg die Mannschaft bis 2000 in die höchste Berliner Spielklasse auf. Mit der benachbarten Dunant-Grundschule besteht seither eine Kooperation für eine Fußball-AG. Der Verein organisiert seit 2006 jährlich das Eberhard-Bernatzki-Gedenkturnier für F-Jugendmannschaften aus Berlin. Zusätzlich wird vom SFC Stern 1900 jährlich ein Hallenturnier für D-Jugendmannschaften ausgerichtet, das Georg-Schön-Gedächtnisturnier.
2000 schrieb Dieter Hertz-Eichenrode eine Chronik zur 100-jährigen Geschichte des Vereins. Im Jahr 2015 verfasste zudem der amtierende Vorstandsvorsitzende Bernd Fiedler ein 215-seitiges Buch zum 115. Geburtstag des Vereins.
2020 gelang der Aufstieg in die Oberliga Nordost, aus der der SFC 2022 wieder abstieg.

## Mannschaften

### Frauen
Die erste Frauenmannschaft des SFC Stern 1900 erlebte in den 2000er Jahren einen sportlichen Aufschwung. Dem Aufstieg in die Bezirksliga im Jahre 2004 folgte ein Jahr später der in die Landesliga. Im Jahre 2007 gelang schließlich der Sprung in die Verbandsliga Berlin. Dort wurde Stern im Jahre 2014 Dritter; Harald Planer hatte die 1. Frauen als Trainer übernommen. Da sowohl Meister SV Blau Weiss Berlin als auch Vizemeister Spandauer Kickers auf einen möglichen Aufstieg in die Regionalliga Nordost verzichteten, bewarben sich die Steglitzerinnen für die Aufstiegsrunde. Allerdings wurden die notwendigen Unterlagen vier Tage zu spät eingereicht. Ein Jahr später nahm Stern an der Aufstiegsrunde zur Regionalliga teil, scheiterte jedoch im entscheidenden Spiel am 1. FFV Erfurt, nachdem zuvor der FSV Babelsberg 74 bezwungen wurde. Zudem erreichten die Steglitzerinnen 2015 das Endspiel um den Berliner Pokal. Zwar wurde dieses gegen Blau-Weiß Hohen Neuendorf mit 1:3 verloren. Da der Berliner Pokalsieger Hohen Neuendorf in die 2. Bundesliga aufstieg, rückte der SFC Stern als Teilnehmer im DFB-Pokal nach. In der ersten Runde des DFB-Pokals schied die Mannschaft nach einer 0:6-Niederlage beim SV Union Meppen aus. Erfolgreicher waren die Steglitzerinnen in der Meisterschaft, wo das Team Vizemeister hinter dem SV Blau-Gelb Berlin wurde. Durch den Rückzug des 1. FFV Erfurts aus der Regionalliga und dem Verzicht des Meisters auf den Aufstieg stieg der SFC Stern automatisch in die Regionalliga Nordost auf.
Im Dezember 2019 beendete Harald Planer berufsbedingt nach über sieben Jahren seine Trainerschaft. Sein Nachfolger wurde im März 2020 Johannes Fritsch, der zuvor bereits hauptamtlich als Frauen- und Mädchentrainer beim Magdeburger FFC arbeitete. Im August 2021 wurde Marco Böning sowie Thomas Remark zusätzlich zu seinem Engagement als Trainer der U14-Mannschaft von Tennis Borussia Berlin auch Trainer der Frauenmannschaft des SFC Stern 1900. Nach dem erfolgreichen Klassenerhalt wechselte Trainer Remark zum Ligakonkurrenten Blau-Weiß Hohen Neuendorf. In der Folgesaison erreichte die Mannschaft das Berliner Pokalfinale, in dem die Sterne mit 0:2 gegen den FC Viktoria 1889 Berlin unterlagen. Hierdurch qualifizierten sich die Frauen vom SFC Stern 1900 für den DFB-Pokal, in dessen 1. Runde sie gegen den SV Grün-Weiß Brieselang mit 1:0 gewannen. In der 2. Runde trafen sie auf den Bundesligisten 1. FC Köln, dem sie mit 0:10 unterlagen.

#### Saisonüberblick ab 2013
| Saison  | Liga                 | Platz | Berliner Fußball-Verbandspokal                      |
| ------- | -------------------- | ----- | --------------------------------------------------- |
| 2013/14 | Berlin-Liga          | 03    | -                                                   |
| 2014/15 | Berlin-Liga          | 03    | Finale (1:3 gegen Blau-Weiß Hohen Neuendorf)        |
| 2015/16 | Berlin-Liga          | 02    | Achtelfinale (2:3 gegen FC Viktoria 1889 Berlin)    |
| 2016/17 | Berlin-Liga          | 02    | Achtelfinale (1:2 gegen BSC Marzahn)                |
| 2017/18 | Regionalliga Nordost | 05    | Achtelfinale (2:3 gegen Blau-Weiß 90 Berlin)        |
| 2018/19 | Regionalliga Nordost | 06    | Achtelfinale (0:1 gegen 1. FC Union Berlin)         |
| 2019/20 | Regionalliga Nordost | 02    | Halbfinale (4:5 n. E. gegen BSV Grün-Weiß Neukölln) |
| 2020/21 | Regionalliga Nordost | 07    | Hauptrunde (2:3 n. V. gegen Viktoria Berlin)        |
| 2021/22 | Regionalliga Nordost | 13    | Halbfinale (0:3 gegen Viktoria Berlin)              |
| 2022/23 | Regionalliga Nordost | 10    | Finale (0:2 gegen Viktoria Berlin)                  |
| 2023/24 | Berlin-Liga          | 04    | Halbfinale (0:10 gegen 1. FC Union Berlin)          |

### Herren
Die Herrenmannschaft schaffte im Jahr 1998 erstmals den Aufstieg in die Landesliga und stieg im Jubiläumsjahr 2000 in die Verbandsliga Berlin auf. Nach einem vierten Platz im Jahr 2002 musste Stern ein Jahr später wieder absteigen. 2005 gelang der Wiederaufstieg, dem der direkte Abstieg folgte. Erneut stieg Stern direkt wieder auf und gehörte von 2007 bis 2020 der Verbandsliga an, die zwischenzeitlich in Berlin-Liga umbenannt wurde. Von der Saison 2012/13 bis zur Saison 2018/19 erreichte das Team immer einen Platz unter den ersten Sechs der Liga. 2020 wurde - unter den Einschränkungen der Corona-Pandemie - nach einem Verbandstag des Berliner Fußball-Verbandes Stern 1900 zum Meister der Berlin-Liga bestimmt und stieg damit erstmals in die Oberliga auf. In der Saison 2019/20 war Stern 1900 mit 15 Siegen und sieben Unentschieden die einzige ungeschlagene Mannschaft in der Berlin-Liga. Nach dem folgenden Aufstieg in die Oberliga konnte in der Premierensaison die Klasse gehalten werden. In der Saison 2021/22 folgte dann aber der Abstieg zurück in die Berlin-Liga.
In der ewigen Tabelle der Berlin-Liga belegt der SFC Stern 1900 den 3. Platz.

#### Saisonüberblick ab 2000
| Saison  | Liga                   | Platz | Berliner Landespokal                              |
| ------- | ---------------------- | ----- | ------------------------------------------------- |
| 2000/01 | Verbandsliga Berlin    | 05.   | k. A.                                             |
| 2001/02 | Verbandsliga Berlin    | 04.   | k. A.                                             |
| 2002/03 | Verbandsliga Berlin    | 18. ▼ | k. A.                                             |
| 2003/04 | Landesliga (Staffel 2) | 03.   | k. A.                                             |
| 2004/05 | Landesliga (Staffel 2) | 01. ▲ | k. A.                                             |
| 2005/06 | Verbandsliga Berlin    | 15. ▼ | k. A.                                             |
| 2006/07 | Landesliga (Staffel 2) | 02. ▲ | k. A.                                             |
| 2007/08 | Verbandsliga Berlin    | 08.   | 1. Runde (1:2 gegen SC Union 06 Berlin)           |
| 2008/09 | Berlin-Liga            | 08.   | Viertelfinale (0:3 gegen Eintracht Mahlsdorf)     |
| 2009/10 | Berlin-Liga            | 06.   | 2. Runde (0:2 gegen Türkiyemspor Berlin)          |
| 2010/11 | Berlin-Liga            | 11.   | Finale (0:2 gegen BFC Dynamo)                     |
| 2011/12 | Berlin-Liga            | 08.   | 3. Runde (1:2 gegen Blau-Weiß Hohen Neuendorf)    |
| 2012/13 | Berlin-Liga            | 03.   | 3. Runde (3:4 gegen BFC Dynamo)                   |
| 2013/14 | Berlin-Liga            | 05.   | 1. Runde (1:2 gegen FC Internationale)            |
| 2014/15 | Berlin-Liga            | 06.   | Viertelfinale (1:3 gegen BFC Dynamo)              |
| 2015/16 | Berlin-Liga            | 02.   | 3. Runde (1:4 gegen FC Spandau 06)                |
| 2016/17 | Berlin-Liga            | 05.   | 2. Runde (0:1 gegen Frohnauer SC)                 |
| 2017/18 | Berlin-Liga            | 05.   | Achtelfinale (1:4 gegen Tennis Borussia Berlin)   |
| 2018/19 | Berlin-Liga            | 03.   | 2. Runde (6:7 n. E. gegen Spandauer Kickers)      |
| 2019/20 | Berlin-Liga            | 01. ▲ | 3. Runde (6:7 n. E. gegen Tennis Borussia Berlin) |
| 2020/21 | Oberliga Nordost       | 08.   | 2. Runde (1:4 gegen SV Empor Berlin)              |
| 2021/22 | Oberliga Nordost       | 15. ▼ | Viertelfinale (0:2 gegen VSG Altglienicke)        |
| 2022/23 | Berlin-Liga            | 03.   | 2. Runde (2:3 gegen Tennis Borussia Berlin)       |
| 2023/24 | Berlin-Liga            | 07.   | Achtelfinale (0:1 gegen Sparta Lichtenberg)       |
| 2024/25 | Berlin-Liga            | 02.   | Achtelfinale (1:2 n. V. gegen Spandauer Kickers)  |

#### Erfolge
Im Jahre 2011 erreichte Sterns Männermannschaft das Endspiel um den Berliner Landespokal. Dort unterlag die Mannschaft dem BFC Dynamo mit 0:2. 2016/2017 wurde der Verein überraschend durch ein 4:3 gegen den Berliner SC Sieger des Berlin-Liga-Hallenturniers und qualifizierte sich dadurch für den Regio-Cup. Anfang 2018 gewannen die Sterner durch ein 5:4 im Neunmeterschießen gegen den SV Lichtenberg 47 als erster Berlin-Ligist überhaupt den Regio-Cup. 2019/2020 stieg das Team nach Wertung der Saison durch eine Quotienten-Regelung (die Saison wurde nach dem 22. Spieltag aufgrund der COVID-19-Pandemie nach Votum der Vereine abgebrochen) erstmals in der Vereinsgeschichte in die fünftklassige NOFV-Oberliga auf.

### Jugendmannschaften
Der SFC Stern 1900 hat eine breite Jugendförderung, wofür der Verein mehrfach ausgezeichnet wurde. In der männlichen Jugend treten 20 Mannschaften von der A- bis zur G-Jugend im Spielbetrieb an. Die A-Junioren wurden 2013 Berliner Meister und stiegen in die Regionalliga auf, allerdings direkt wieder ab. Die C-Juniorinnen waren 2012 Berliner Meister. Die D-Junioren wurden 2000, 2001 und 2005 Berliner Pokalsieger sowie 2004, 2005 und 2009 Berliner Meister.

### Weitere Mannschaften
Neben den Jugend- und den ersten und zweiten Mannschaften der Frauen und Herren existieren noch mehrere Senioren-Mannschaften, angefangen bei der Ü32 bis zur Ü60. In der Saison 2019/20 konnte die 2. Frauenmannschaft erstmals den Aufstieg in die Berlin-Liga feiern. Parallel stieg die 2. Herrenmannschaft als bester Drittplatzierter der Bezirksliga in die Landesliga auf.

## Persönlichkeiten

### Spieler
- Philipp Albert, war Profi beim SV Wehen Wiesbaden, spielte von 2012 bis 2017 in 70 Ligaspielen für den Verein
- Torsten Gowitzke, war Profi bei Hertha BSC, spielt in der Ü50-Mannschaft des Vereins
- Uwe Kollmannsperger, war Profi bei Hertha BSC, war Jugendspieler im Verein
- Andreas Neuendorf, war Profi bei Hertha BSC und Bayer 04 Leverkusen, war Jugendspieler im Verein
- Dina Orschmann, bis 2013 Jugendspielerin im Verein, U-20-Frauennationalspielerin und Spielerin in der 2. Bundesliga
- Christian Sackewitz, war Profi bei TeBe, Arminia Bielefeld und Hertha BSC, war Jugendspieler im Verein
- Avdo Spahić, bis 2012 Jugendspieler im Verein, war Profi bei Energie Cottbus und dem 1. FC Kaiserslautern

### Trainer
- Goran Markov, war Profi beim 1. FC Union, Hansa Rostock, war Trainer der B1-Jugend
- Christian Müller, war Profi bei Blau-Weiß 90 und ab 2011 Trainer der A1-Jugend – wurde 2013 Berliner Meister
- Harald Planer, war Profi in Innsbruck und bis 2019 Trainer der 1. Frauen
- Helmut Schön, war Trainer der A1-Jugend im Jahr 1950 und später Bundestrainer
- Marco Sejna, war Profi u. a. bei Hertha BSC, wechselte zur Saison 2013/14 zu Stern, blieb aber ohne Einsatz und ist Torwarttrainer
- Lutz Sendrowski, war Regionalligaspieler, 1994/95 Trainer der 1. Herren und später von 1994 bis 2006 Betreiber des Vereinslokals
- Ojokojo Torunarigha, war Nationalspieler in Nigeria und Trainer der C1-Jugend

### Sportfunktionäre
Bekannte Funktionäre sind Eberhard Bernatzki und Bernd Fiedler, die das Bundesverdienstkreuz erhielten. Bekannt ist ferner Jürgen Piepenburg, der von 2014 bis 2017 Geschäftsführer des Vereins war.